# Škofija Saint-Hyacinthe
Škofija Saint-Hyacinthe je rimskokatoliška škofija s sedežem v Saint-Hyacintheju (Kanada).

## Geografija
Škofija zajame področje 3.448 km² s 421.070 prebivalci, od katerih je 399.815 rimokatoličanov (95 % vsega prebivalstva).
Škofija se nadalje deli na 82 župnij.

## Škofje
- John Charles Prince (8. junij 1852-5. maj 1860)
- Joseph La Rocque (22. junij 1860-4. februar 1866)
- Charles La Rocque (20. marec 1866-25. julij 1875)
- Louis-Zéphirin Moreau (19. november 1875-24. maj 1901)
- Maxime Decelles (24. maj 1901-7. julij 1905)
- Alexis-Xyste Bernard (16. december 1905-17. junij 1923)
- Fabien-Zoël Decelles (24. marec 1924-27. november 1942)
- Arthur Douville (27. november 1942-13. junij 1967)
- Albert Sanschagrin (13. junij 1967-18. julij 1979)
- Louis-de-Gonzague Langevin (18. julij 1979-7. april 1998)
- François Lapierre (7. april 1998-29. junij 2017)
- Christian Rodembourg (29. junij 2017-danes)